# Brusden-White
Pour les articles homonymes, voir White.
Brusden-White est un éditeur philatélique australien connu pour ses catalogues de timbres de ce pays. Fondé en 1926, il a son siège social dans le quartier d'Ultimo, à Sydney (Nouvelle-Galles du Sud).
Sa publication principale est The Australian Commonwealth Specialists' Catalogue (le catalogue des spécialistes du Commonwealth d'Australie) en 9 volumes actuellement, qui étudie les émissions australiennes de 1901 à nos jours.